# Eichelberg (Ipsheim)
Eichelberg (fränkisch: Achlbärch) ist ein Gemeindeteil des Marktes Ipsheim im Landkreis Neustadt an der Aisch-Bad Windsheim (Mittelfranken, Bayern). Die Gemarkung Eichelberg hat eine Fläche von 9,900 km². Sie ist in 404 Flurstücke aufgeteilt, die eine durchschnittliche Fläche von 24.504,57 m² haben. In ihr liegen neben dem namensgebenden Ort die Gemeindeteile Bühlberg, Hoheneck und Holzhausen.

## Geografie
Das Dorf ist ringsum von Wald umgeben: Im Norden und Osten durch die Hohenecker Forst, im Süden durch den Stiftungswald und im Westen durch den Oberen Wald. Unmittelbar östlich des Dorfes entspringt der Altenbrunnbach, der ein rechter Zufluss des Schweinebachs ist. Die Kreisstraße NEA 35 verläuft nach Bühlberg (2 km westlich) bzw. zur Staatsstraße 2252 (2 km südlich).

## Geschichte
Eichelberg soll wie die umliegenden Orte zwischen dem 6. und 8. Jahrhundert entstanden sein. Erstmals namentlich genannt wurde der Ort 1303/13 in den Würzburger Lehenbüchern: „Heinrich de Tennenloch tenet 6 mansos in villis Eichelberg et Holczhusen.“ Der Ortsname bezeichnet einen mit Eichen bestandenen Berg. Im Jahre 1381 verkaufte Arnold von Seckendorff Hoheneck mit Grundbesitz und Wald an den Nürnberger Burggrafen Friedrich V. In den Jahren 1410 und 1414 erwarb das Kloster Heilsbronn dort insgesamt zwei Güter.
Gegen Ende des 18. Jahrhunderts gab es in Eichelberg elf Anwesen. Das Hochgericht übte das brandenburg-bayreuthische Vogtamt Lenkersheim aus. Die Dorf- und Gemeindeherrschaft hatte das Kastenamt Ipsheim inne. Grundherren waren das Fürstentum Bayreuth (Kastenamt Ipsheim: 4 Güter, 1 Haus; Kastenamt Neuhof: 1 Gut, 1 Häuslein) und die Reichsstadt Windsheim (2 Güter, 2 Häckersgüter).
Von 1797 bis 1810 unterstand Eichelberg dem Justizamt Külsheim und Kammeramt Ipsheim. Im Jahre 1799 gab es im Ort acht Anwesen, von denen drei der Reichsstadt Windsheim unterstanden. Der Ort wurde schon damals für seinen Steinobstanbau gelobt.
Im Jahre 1810 kam Eichelberg an das Königreich Bayern. Im Rahmen des Gemeindeedikts wurde es dem 1811 gebildeten Steuerdistrikt Ipsheim und der 1817 gebildeten Ruralgemeinde Ipsheim zugewiesen. Mit dem Zweiten Gemeindeedikt (1818) entstand die Ruralgemeinde Eichelberg, zu der Bühlberg, Hoheneck und Holzhausen gehörten. Sie war in Verwaltung und Gerichtsbarkeit dem Landgericht Windsheim zugeordnet und in der Finanzverwaltung dem Rentamt Ipsheim. Ab 1862 gehörte Eichelberg zum Bezirksamt Uffenheim (1938 in Landkreis Uffenheim umbenannt) und ab 1856 zum Rentamt Windsheim (1919 in Finanzamt Windsheim umbenannt, seit 1972 Finanzamt Uffenheim). Die Gerichtsbarkeit blieb beim Landgericht Windsheim (1879 in Amtsgericht Windsheim umbenannt), seit 1973 ist das Amtsgericht Neustadt an der Aisch zuständig. Die Gemeinde hatte 1964 eine Gebietsfläche von 2,827 km².
Am 1. Juli 1972 wurde Eichelberg im Zuge der Gebietsreform in Bayern nach Ipsheim eingemeindet.

### Baudenkmäler
- Haus Nr. 5: Wohnstallhaus[21]
- Haus Nr. 13a: Fachwerkscheune[21]

### Einwohnerentwicklung
Gemeinde Eichelberg
| Jahr      | 1818   | 1840   | 1852   | 1855   | 1861   | 1867   | 1871   | 1875   | 1880   | 1885   | 1890   | 1895   | 1900   | 1905   | 1910   | 1919   | 1925   | 1933   | 1939   | 1946   | 1950   | 1952   | 1961   | 1970   |
| Einwohner | 160    | 190    | 205    | 217    | 203    | 186    | 177    | 169    | 197    | 195    | 164    | 156    | 162    | 140    | 156    | 156    | 151    | 147    | 144    | 193    | 181    | 158    | 138    | 120    |
| Häuser    | 29     | 29     |        |        |        |        | 30     |        |        | 34     | 32     |        | 30     |        |        |        | 29     |        |        |        | 29     |        | 28     |        |
| Quelle    | [ 23 ] | [ 24 ] | [ 25 ] | [ 25 ] | [ 26 ] | [ 27 ] | [ 28 ] | [ 29 ] | [ 30 ] | [ 31 ] | [ 32 ] | [ 25 ] | [ 33 ] | [ 25 ] | [ 34 ] | [ 25 ] | [ 35 ] | [ 25 ] | [ 25 ] | [ 25 ] | [ 36 ] | [ 25 ] | [ 18 ] | [ 37 ] |

Ort Eichelberg
| Jahr      | 001818 | 001840 | 001861 | 001871 | 001885 | 001900 | 001925 | 001950 | 001961 | 001970 | 001987 |
| Einwohner | 72     | 81     | 80     | 68     | 90     | 68     | 74     | 83     | 60     | 60     | 49     |
| Häuser    | 13     | 13     |        |        | 14     | 14     | 15     | 14     | 14     |        | 15     |
| Quelle    | [ 23 ] | [ 24 ] | [ 26 ] | [ 28 ] | [ 31 ] | [ 33 ] | [ 35 ] | [ 36 ] | [ 18 ] | [ 37 ] | [ 1 ]  |

## Religion
Der Ort ist seit der Reformation evangelisch-lutherisch geprägt und bis heute nach St. Johannes der Täufer gepfarrt. Die Katholiken sind nach St. Bonifaz gepfarrt.